# Cantó de Clefmont
El cantó de Clefmont és un cantó francès del departament de l'Alt Marne, situat al districte de Chaumont. Té 17 municipis i el cap és Clefmont.

## Municipis
- Audeloncourt
- Bassoncourt
- Breuvannes-en-Bassigny
- Buxières-lès-Clefmont
- Choiseul
- Clefmont
- Cuves
- Daillecourt
- Longchamp
- Maisoncelles
- Mennouveaux
- Merrey
- Millières
- Noyers
- Perrusse
- Rangecourt
- Thol-lès-Millières

## Història
| Data d'elecció                           | Identitat         | Partit                                  | Qualitat |
| ---------------------------------------- | ----------------- | --------------------------------------- | -------- |
| 1973-1979                                | Jean Rouot        | PS                                      |          |
| 1979-1992                                | Jean-Claude Guyot | RPR                                     |          |
| 1945-1958                                | M. Notat          | divers droite                           |          |
| 1958-1970                                | M. Rémy           | Divers droite                           |          |
| 1970-                                    | Jean Schwab       | UDR, després RPR, després Divers droite |          |
| les dades anteriors no són pas conegudes |                   |                                         |          |
|                                          |                   |                                         |          |

## Demografia
| A partir de 1990: Població sense dobles comptes |